# باها الأردن
رالي باها الأردن (بالإنجليزية: Jordan Baja)‏ هو سباق سيارات عالمي يتبع نمط رالي الباها وسباقات التحمل عبر الصحاري. يقع مقر باها الأردن في منتجع حياة ريجنسي العقبة أيلة في مدينة العقبة، الأردن ويُقام في صحراء وادي رم.
حظي السباق بمركز جولة كأس العالم للباها في عام 2021 لكل من بطولتي الاتحاد الدولي للسيارات والاتحاد الدولي للدراجات النارية. استمرت منافسات باها الأردن على مسافة 559 كيلومترًا في طريق إجمالي بلغ 859 كيلومترًا في عام 2021، وشارك فيها 15 دراجة نارية، وخمس دراجات رباعية في صحاري وادي رم.
شارك منافسون من 15 دولة في الجولة الرابعة من كأس العالم لبطولات الباها عبر الصحاري التابعة للاتحاد الدولي للسيارات، والجولة الثانية من كأس العالم للباها التابعة للاتحاد الدولي للدراجات النارية، وأقيم أيضًا الباها الوطني بالإضافة إلى الحدثين الدوليين.

## تاريخ
تم تنظيم الباها للمرة الأولى في عام 2018، حيث أصبح حدثًا رسميًا في كأس العالم للباها عبر الصحاري التابع للاتحاد الدولي للسيارات في عام 2019. بعد إلغائه في عام 2020 بسبب جائحة كورونا، عاد الرالي إلى جدول أعمال الاتحاد الدولي للسيارات في عام 2021.

## الرعاة
ماونتن ديو، وبدجيت، وسلطة منطقة العقبة الاقتصادية الخاصة، ومؤسسة تطوير العقبة، وإذاعة هلا اف ام، وإذاعة بليس.

## الفائزون
| السنة | السائق وملاحه                           | نوع السيارة                             |
| ----- | --------------------------------------- | --------------------------------------- |
| 2018  | عيسى الدوسري علي عبيد                   | نيسان نافارا                            |
| 2019  | جاكوب برزيغونسكي تيمو غوتشالك           | ميني ايه ال ال 4 ريسنج                  |
| 2020  | تم إلغاء الحدث نظرًا لجائحة فيروس كورونا | تم إلغاء الحدث نظرًا لجائحة فيروس كورونا |
| 2021  | ياسر بن سعيدان أليكسي كوزميتش           | ميني "جون كوبر وُركس"                    |
| 2022  | صالح السيف إيغور أوكوتنيكوف             | كان إم مافريك اكس 3                     |

| السنة | موتو                                    | موتو                                    | كواد                                    | كواد                                    |
| السنة | السائق                                  | المركبة                                 | السائق                                  | المركبة                                 |
| ----- | --------------------------------------- | --------------------------------------- | --------------------------------------- | --------------------------------------- |
| 2018  | عطا الحمود                              | بيتا 390                                | لا يوجد                                 | لا يوجد                                 |
| 2019  | محمد البلوشي                            | كيه تي ام 450                           | لا يوجد                                 | لا يوجد                                 |
| 2020  | تم إلغاء الحدث نظرًا لجائحة فيروس كورونا | تم إلغاء الحدث نظرًا لجائحة فيروس كورونا | تم إلغاء الحدث نظرًا لجائحة فيروس كورونا | تم إلغاء الحدث نظرًا لجائحة فيروس كورونا |
| 2021  | محمد البلوشي                            | هوسكفارنا اف سي 450                     | فيصل السويح                             | ياماها واي أف زد 450 آر                 |
| 2022  | محمد البلوشي                            | كيه تي ام 450                           | عبد المجيد الخليفي                      | ياماها رابتور                           |

## روابط خارجية
- الموقع الرسمي لرالي باها الأردن